# 767 Bondia
767 Bondia è un asteroide della fascia principale del diametro medio di circa 41,54 km. Scoperto nel 1913, presenta un'orbita caratterizzata da un semiasse maggiore pari a 3,1258829 UA e da un'eccentricità di 0,1746898, inclinata di 2,42056° rispetto all'eclittica.
Il suo nome è in onore di William Cranch Bond e di suo figlio, George Phillips Bond, due astronomi statunitensi.